# Ripiceni
Ripiceni è un comune della Romania di 2 301 abitanti, ubicato nel distretto di Botoșani, nella regione storica della Moldavia.
Il comune è formato dall'unione di 7 villaggi: Cinghiniia, Lehnești, Movila Ruptă, Popoaia, Râșca, Ripiceni, Ripicenii Vechi.